# Leming brunatny
Leming brunatny, leming syberyjski (Lemmus sibiricus) – gatunek ssaka z podrodziny karczowników (Arvicolinae) w obrębie rodziny chomikowatych (Cricetidae), zamieszkujący północną Palearktykę.

## Zasięg występowania
Leming brunatny występuje w północno-wschodniej europejskiej Rosji, na Nowej Ziemi oraz w zachodniej i środkowej Syberii aż do rzeki Lena.

## Taksonomia
Gatunek po raz pierwszy zgodnie z zasadami nazewnictwa binominalnego opisał w 1792 roku angielski przyrodnik Robert Kerr nadając mu nazwę Mus lemmus sibiricus. Holotyp pochodził spomiędzy Uralem Polarnym a dolnym biegiem rzeki Ob, w Jamalsko-Nienieckim Okręgu Autonomicznym, w Rosji.
Lemmus sibiricus jest blisko spokrewniony z L. lemmus i L. amurensis, a w niewoli swobodnie się między sobą krzyżują. Populacje tego gatunku ze wschodu (w tym formy wyspowe) są obecnie przypisywane gatunkowi wstępnie nazwanemu L. ognevi wraz z niektórymi populacjami wcześniej przypisywanymi L. amurensis. Pierwotnie gatunek ten był definiowany jako obejmujący swym zasięgiem północną Rosję, Alaskę i północną Kanadę. Po badaniach kariotypu i genotypu wyróżnia się w obrębie tego zasięgu 3 różne gatunki: L. sibiricus, L. amurensis i L. trimucronatus, przy czym L. sibiricus obejmuje rejon zachodni i północny pierwotnego zasięgu. Autorzy Illustrated Checklist of the Mammals of the World uznają ten takson za gatunek monotypowy.

### Etymologia
- Lemmus: norw. lemming „leming”[8].
- sibiricus: nowołac. Sibiricus „syberyjski”, od Sibiria „Syberia, północna azjatycka Rosja”, od Sibir „dawny chanat tatarski zachodniej Syberii, na zachód od Jeniseju”[9].

### Nazwa zwyczajowa
W polskiej literaturze dla oznaczenia gatunku używana była także nazwa zwyczajowa „leming syberyjski”. Ostatecznie w wydanej w 2015 roku przez Muzeum i Instytut Zoologii Polskiej Akademii Nauk publikacji „Polskie nazewnictwo ssaków świata” gatunkowi przypisano oznaczenie leming brunatny.

## Morfologia
Długość ciała (bez ogona) 99–160 mm, długość ogona 8–17,6 mm; masa ciała 49–120 g.

## Ekologia
Gatunek pospolicie występujący w tundrze. Największe zagęszczenie populacja osiąga na nizinnych terenach obficie pokrytych mchem i turzycami. Spotkać go można również na podmokłych i krzewiastych terenach podgórskich oraz podmokłej krawędzi strefy lasów (Archangielsk, północny Ural, Półwysep Gydański, Tajmyr).
Żyje w norach, w dużych koloniach. Zimą kopie tunele pod śniegiem oraz tworzy duże okrągłe gniazda. Odżywia się turzycami, wełniankami, mchami i krzewami.
Sezon rozrodczy trwa od czerwca do sierpnia, ale w latach o niskim zagęszczeniu populacji zaczyna się tuż po roztopach i kończy później. Dorosłe, które przetrwają zimę, giną pod koniec następnego sezonu. Samica wydaje w ciągu lata 4 do 5 miotów po 5 do 6 młodych w każdym. Podobnie jak leming norweski, gatunek odznacza się dużymi fluktuacjami wielkości populacji w cyklu 3-4-letnim, jednakże jego migracje są mniej spektakularne.